# Вишнякова Феодосія Тимофіївна
Вишнякова Феодосія Тимофіївна (нар. 10 серпня 1925(?) — радянський і український організатор кіновиробництва. 
Пропрацювала на Одеській кіностудії понад півстоліття.
Була членом Національної спілки кінематографістів України. 
Нагороджена Почесною відзнакою Одеського міського голови «Трудовая слава» (2010).

## Фільмографія
Директор кіно- і телефільмів:
- «Квартет Ґварнері» (1978, 2 с, реж. Вадим Костроменко)
- «Сто перший» (1982, т/ф, 2 с, реж. Вадим Костроменко)
- «Берег його життя» (1984, 3 с, реж. Юрій Соломін)
- «Дежа Вю»/Déjà vu (1989, реж. Юліуш Махульський)
- «Біс у ребро» (1990, реж. Борис Григор'єв)
- «На полі крові. Aceldama» (2001, реж. Ярослав Лупій) та ін.